# Santa Cecilia del Alcor
Santa Cecilia del Alcor est une commune d'Espagne de la province de Palencia dans la communauté autonome de Castille-et-León. Elle fait partie de la comarque naturelle de Tierra de Campos.